# Liste der Biografien/Kars
Liste der Biografien |
Portal Biografien |
Personensuche
# |
A |
B |
C |
D |
E |
F |
G |
H |
I |
J |
K |
L |
M |
N |
O |
P |
Q |
R |
S |
T |
U |
V |
W |
X |
Y |
Z |
?
 
Ka |
Kb |
Kc |
Kd |
Ke |
Kf |
Kg |
Kh |
Ki |
Kj |
Kl |
Km |
Kn |
Ko |
Kp |
Kr |
Ks |
Kt |
Ku |
Kv |
Kw |
Ky |
Kx |
Kz
 
Kaa–Kag |
Kah |
Kai |
Kaj |
Kak |
Kal |
Kam |
Kan |
Kao |
Kap |
Kar |
Kas |
Kat |
Kau |
Kav |
Kaw |
Kay |
Kaz
 
Kara |
Karb |
Karc |
Kard |
Kare |
Karf |
Karg |
Karh |
Kari |
Karj |
Kark |
Karl |
Karm |
Karn |
Karo |
Karp |
Karr |
Kars |
Kart |
Karu |
Karv |
Karw |
Kary |
Karz
Die Liste der Biografien führt alle Personen auf, die in der deutschsprachigen Wikipedia einen Artikel haben. Dieses ist eine Teilliste mit 131 Einträgen von Personen, deren Namen mit den Buchstaben „Kars“ beginnt.

## Kars
- Kars, Georges (1880–1945), tschechischer Maler und Zeichner
- Kars, Irfan (* 1983), deutscher Schauspieler
- Kars, Kaan (* 1994), türkischer Fußballspieler
- Kars, Marcel (* 1977), kanadisch-niederländischer Eishockeyspieler
- Karş, Ömer (* 1997), türkischer Eishockeyspieler
- Kars, Theo (1940–2015), niederländischer Schriftsteller
- Karş, Yusuf (* 1998), türkischer Eishockeyspieler

### Karsa
- Karsai, Gábor (* 2004), ungarischer Langstreckenläufer
- Karsai, Márk (* 1981), ungarischer Pianist und selbstständiger Klavierlehrer
- Karsak, Kateryna (* 1985), ukrainische Diskuswerferin
- Karsanidis, Joannis (* 1993), deutsch-griechischer Fußballspieler
- Karsawin, Lew Platonowitsch (1882–1952), russischer Philosoph, Mystiker und Mediävist
- Karsawina, Tamara Platonowna (1885–1978), russische Balletttänzerin und Tanzpädagogin
- Karsay, Lilla, ungarische Botschafterin

### Karsb
- Karsbach, Johannes II. Wolf von († 1465), deutscher Benediktinerabt

### Karsc
- Karsch, Andrew (* 1951), US-amerikanischer Filmproduzent
- Karsch, Anna Louisa (1722–1791), deutsche DichterinAnna Louisa Karsch (1722–1791)

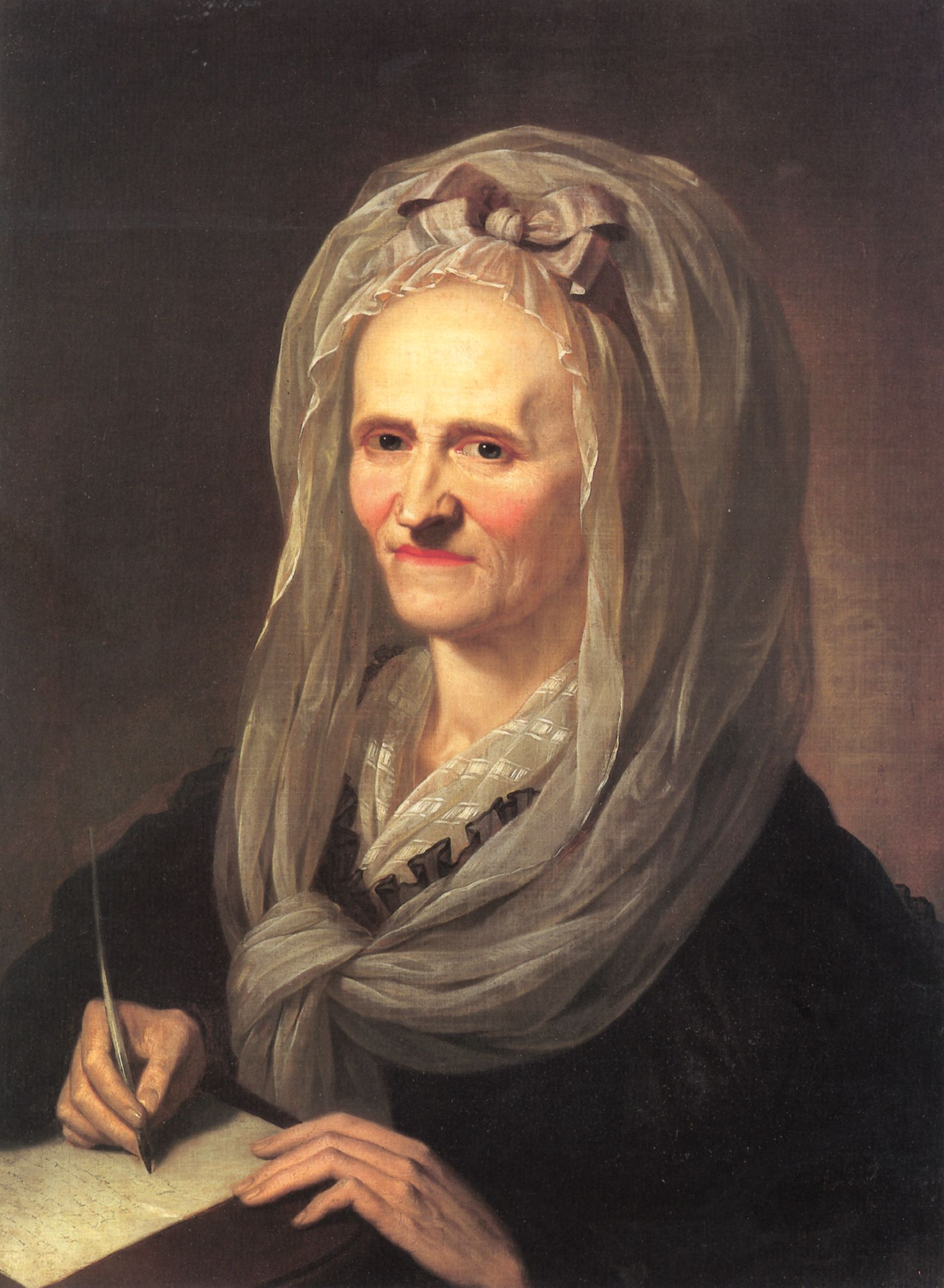
Anna Louisa Karsch (1722–1791)

- Karsch, Anton Ferdinand Franz (1822–1892), deutscher Biologe und Mediziner
- Karsch, Christian, deutscher Reporter, Journalist, Unternehmer, Dozent und Moderator
- Karsch, Ferdinand (1853–1936), deutscher Entomologe und Sexualwissenschaftler
- Karsch, Fritz (1893–1971), Philosoph und Pädagoge
- Karsch, Gerhard Joseph (* 1661), deutscher Maler und Inspektor der Gemäldegalerie Düsseldorf
- Karsch, Heinrich (1894–1955), deutscher Politiker (CDU), MdL
- Karsch, Joachim (1897–1945), deutscher Bildhauer und Graphiker
- Karsch, Monika (* 1982), deutsche Sportschützin
- Karsch, Myriam (* 1978), deutsche Medienmanagerin
- Karsch, Rudolf (1913–1950), deutscher Radrennfahrer
- Karsch, Walther (1906–1975), deutscher Journalist und Herausgeber
- Karsch, Wilhelm (1899–1973), deutscher Schachkomponist und -redakteur
- Karschakewitsch, Aljaksandr (* 1959), belarussischer Handballtrainer und -spieler
- Karschies, Erich (1909–1942), deutscher Lehrer und Schriftsteller
- Karschnick, Ann-Kathrin (* 1985), deutsche Fantasy-Autorin
- Karschuck, Gisela, deutsches Fotomodell sowie Schönheitskönigin

### Karsd
- Karsdorp, Rick (* 1995), niederländischer Fußballspieler

### Karse
- Karsen, Fritz (1885–1951), deutscher Pädagoge
- Karsen, Kasparus (1810–1896), niederländischer Maler, Aquarellist und Radierer
- Karsen, Sonja Petra (1919–2013), deutsch-amerikanische Hispanistin und Hochschullehrerin
- Karsenti, Eric (* 1948), französischer Biologe
- Karsenti, Valérie (* 1968), französische Schauspielerin

### Karsh
- Karsh, Efraim (* 1953), israelischer Historiker des Nahen Ostens
- Karsh, Yousuf (1908–2002), kanadischer Fotograf armenischer Herkunft
- Karshan, Linda (* 1947), US-amerikanische Künstlerin und Zeichnerin

### Karsk
- Karski, Jan (1914–2000), polnischer Offizier und Kurier der Polnischen HeimatarmeeJan Karski (1914–2000)

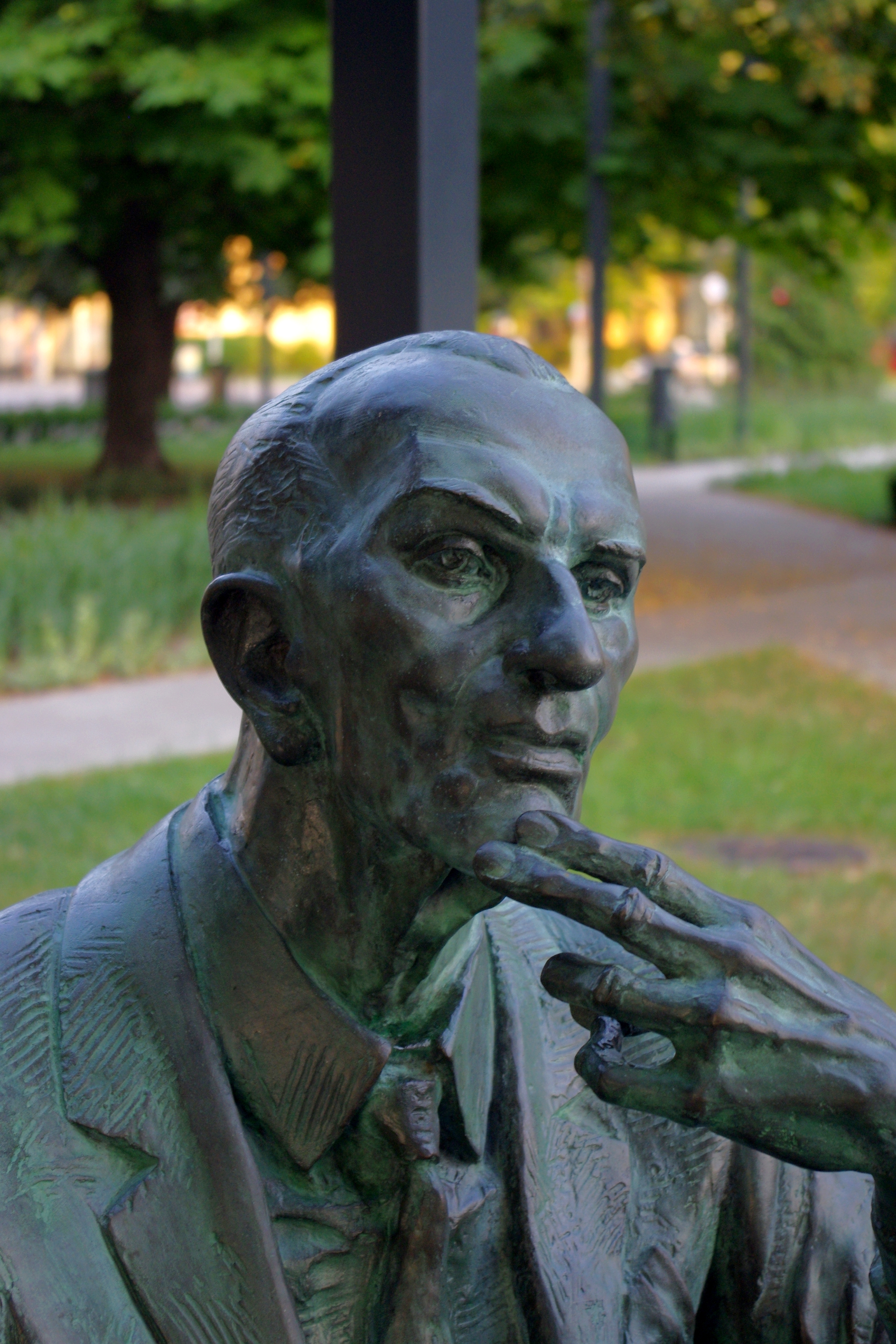
Jan Karski (1914–2000)

- Karski, Karol (* 1966), polnischer Politiker, Mitglied des Sejm, MdEP
- Karskis, Egidijus, litauischer Strongman
- Karsko, Igor (* 1969), slowakischer Violinist

### Karsl
- Karslake, Henry (1879–1942), britischer Generalleutnant der British Army
- Karsli, Jamal (* 1956), deutscher Politiker (Bündnis 90/Die Grünen, FDP, FAKT), MdL und Dolmetscher
- Karslı, Özkan (* 1978), türkischer Fußballspieler
- Karslidis, Georgios (1901–1959), griechischer Mönch, Ältester (Geronta) und Heiliger
- Karslıoğlu, Hüseyin Avni (* 1956), türkischer Diplomat

### Karso
- Karsons, Kārlis (1906–1989), lettischer Fußballspieler

### Karss
- Karssem, Heinrich von, Domherr in Münster und Hildesheim

### Karst
- Karst, Christoph (1864–1935), deutscher römisch-katholischer Theologe
- Karst, Friedrich (1891–1973), deutscher Kriminalpolizist, Direktor des Landeskriminalamtes Nordrhein-Westfalen
- Karst, Heinz (1914–2002), deutscher Offizier, zuletzt Brigadegeneral der Bundeswehr
- Karst, Josef (1871–1962), deutscher Orientalist und Armenologe
- Karst, Karl (* 1956), deutscher Hörfunkjournalist
- Karst, Kristina (* 1982), deutsche Schauspielerin
- Karst, Michael (* 1952), deutscher Leichtathlet und Olympiateilnehmer
- Karst, Raymond W. (1902–1987), US-amerikanischer Politiker
- Karst, Roman (1911–1988), polnischer Literaturwissenschaftler
- Karst, Uwe (* 1965), deutscher Chemiker
- Karstädt, Georg (1903–1990), deutscher Musikwissenschaftler und Musikbibliothekar
- Karstädt, Otto (1876–1947), deutscher Pädagoge
- Karstadt, Rudolph (1856–1944), deutscher Kaufhausunternehmer
- Karstedt, Carl von (1811–1888), deutscher Großgrundbesitzer, MdR
- Karstedt, Carl von (* 1981), deutscher Filmregisseur
- Karstedt, Max (1868–1945), deutscher Schachkomponist
- Karstedt, Oskar (1884–1945), deutscher Geograph, Kolonialbeamter und Ministerialbeamter
- Karstedt, Peter (1909–1988), deutscher Jurist und Bibliothekar
- Karstedt, Reimar von († 1618), deutscher Jurist und Domdechant am Havelberger Dom
- Karstedt, Susanne (* 1949), deutsche Soziologin und Kriminologin
- Karsten, Anitra (1902–1988), finnische Psychologin und Mitarbeiterin von Kurt Lewin an der Universität Berlin
- Karsten, Arne (* 1969), deutscher Historiker und KunsthistorikerArne Karsten (* 1969)

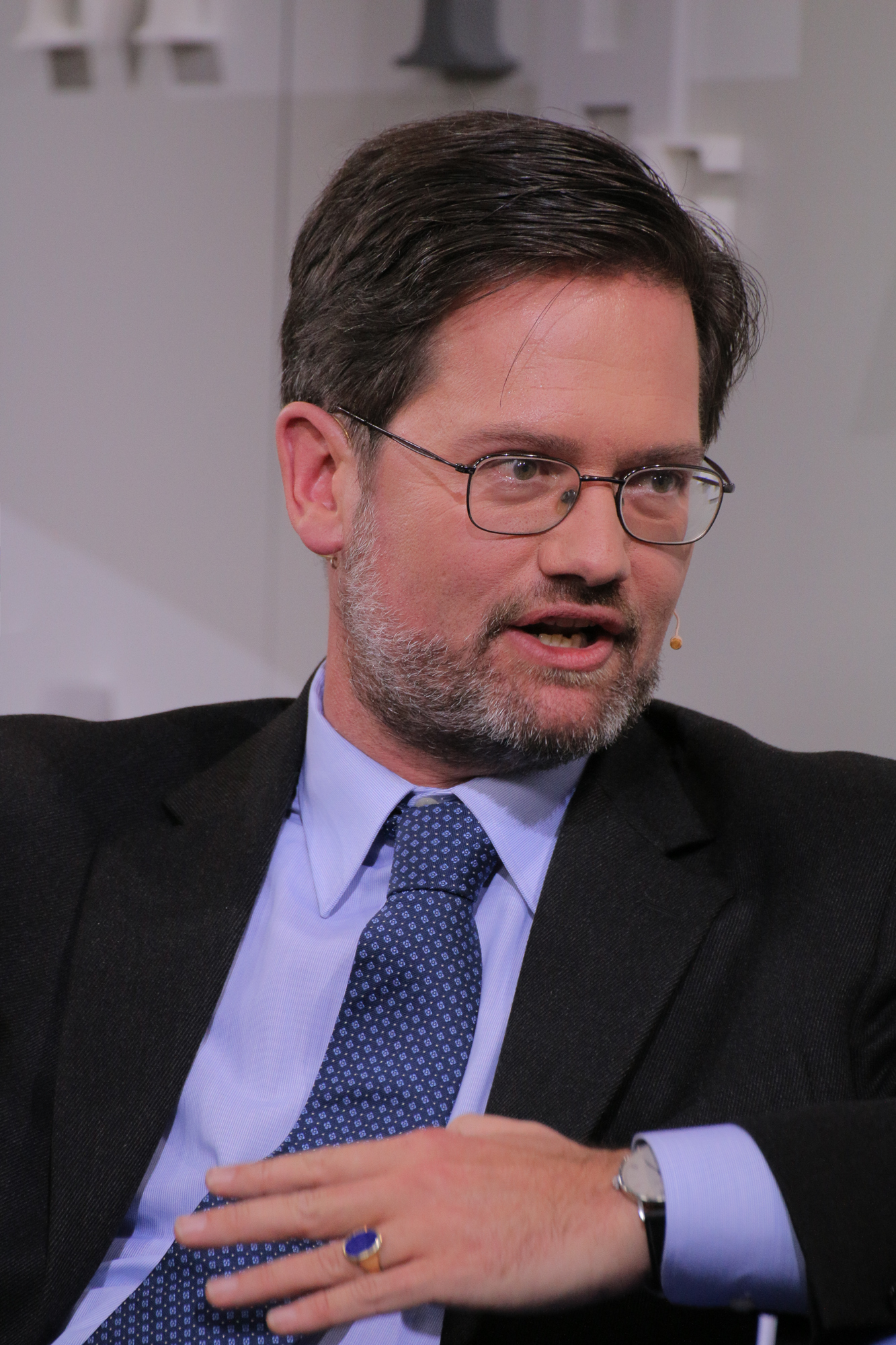
Arne Karsten (* 1969)

- Karsten, August (1888–1981), deutscher Politiker (SPD), MdR
- Karsten, Carl (1782–1853), deutscher Mineraloge und Metallurg
- Karsten, Carl (* 1870), deutscher politischer Redakteur
- Karsten, Christianus (1810–1884), niederländischer altkatholischer Theologe
- Karsten, Danuta (* 1963), polnische Zeichnerin, Bildhauerin und Installationskünstlerin
- Karsten, Detlef (1958–2017), deutscher Künstler
- Karsten, Detlof (1787–1879), deutscher Jurist, Bürgermeister von Rostock
- Karsten, Dietrich Ludwig Gustav (1768–1810), deutscher Mineraloge, Oberbergrat und Staatsrat
- Karsten, Elke (* 1995), argentinische Handballspielerin
- Karsten, Emil F. (1910–1993), deutscher Maler, Grafiker und Kalligraf
- Karsten, Frank M. (1913–1992), US-amerikanischer Politiker
- Karsten, Friedrich (1795–1833), deutscher Jurist
- Karsten, George (1863–1937), deutscher Botaniker
- Karsten, Gunther (* 1961), deutscher Gedächtnissportler
- Karsten, Gustav (1820–1900), deutscher Mineraloge, Physiker und Politiker (DFP), MdR; Rektor der Universität Kiel
- Karsten, Heinrich (1792–1871), deutscher evangelisch-lutherischer Theologe
- Karsten, Hermann (1801–1882), deutscher evangelisch-lutherischer Theologe und Gymnasiallehrer
- Karsten, Hermann (1809–1877), deutscher Mathematiker, Mineraloge und Hochschullehrer
- Karsten, Hermann (1817–1908), deutscher Botaniker
- Karsten, Horst (* 1936), deutscher Vielseitigkeitsreiter
- Karsten, Ingo (* 1954), deutscher Diplomat
- Karsten, Jacob (1781–1866), deutscher Verwaltungsjurist
- Karsten, Kai (* 1968), deutscher Hörfunkmoderator
- Karsten, Kai (* 1968), deutscher Leichtathlet
- Karsten, Kazjaryna (* 1972), belarussische Rudersportlerin
- Karsten, Keeley (* 2010), US-amerikanische Schauspielerin
- Karsten, Lilo C. (* 1956), deutsche Künstlerin und Fotografin
- Karsten, Lorenz (1751–1829), deutscher Ökonom, Agrarwissenschaftler und Hochschullehrer
- Karsten, Lorenz (1825–1887), deutscher Jurist und Parlamentarier
- Karsten, Ludvik Peter (1876–1926), norwegischer Maler
- Karsten, Maria (1881–1950), deutsche Schauspielerin
- Karsten, Maria Eleonora (1949–2021), deutsche Erziehungswissenschaftlerin und Professorin für Sozialdidaktik und Sozialmanagement
- Karsten, Marie (1872–1953), norwegische Innenarchitektin und Möbeldesignerin
- Karsten, Martin (1890–1995), deutscher Politiker der DDP und der CDU
- Karsten, Nikolaus (* 1969), deutscher Politiker (SPD), MdA
- Karsten, Otto (* 1899), deutscher Politiker (CDU) und evangelischer Prediger
- Karsten, Petter Adolf (1834–1917), finnischer Mykologe und „Vater der finnischen Mykologie“
- Karsten, Rafael (1879–1956), finnischer Soziologe, Ethnologe und Religionshistoriker
- Karsten, Simon (1802–1864), niederländischer Altphilologe
- Karsten, Thomas (* 1958), deutscher Fotograf
- Karsten, Torsten Evert (1870–1942), germanistischer und skandinavistischer Mediävist und Linguist
- Karsten, Wenceslaus Johann Gustav (1732–1787), deutscher Mathematiker
- Karsten, Willemijn (* 1986), niederländische Handballspielerin
- Karstens, Bob (1915–2004), US-amerikanischer Basketballspieler
- Karstens, Gerben (1942–2022), niederländischer Radrennfahrer
- Karstens, Michael (* 1972), deutscher Basketballspieler
- Karstens, Simon (* 1979), deutscher Historiker
- Karstens, Torben (* 1979), deutscher Schauspieler und Model
- Karstens, Willem Karel Hendrik (1908–1989), niederländischer Botaniker
- Karstieß, Markus (* 1971), deutscher Bildhauer
- Karstoft, Ida (* 1995), dänische Sprinterin
- Kårström, Jan (* 1944), schwedischer Ringer

### Karsu
- Karsubke, Manfred (1929–2011), deutscher Glasmaler
- Karsums, Mārtiņš (* 1986), lettischer Eishockeyspieler
- Karsunke, Fritz (* 1910), deutscher DBD-Funktionär, MdV
- Karsunke, Yaak (1934–2025), deutscher Schriftsteller und Schauspieler